# Where Lovers Mourn
Where Lovers Mourn es el primer álbum de estudio de la banda gótica sueca Draconian, editado bajo la etiqueta Napalm Records. Fue lanzado el 20 de octubre de 2003. en el estudio Mega bajo supervisión de Chris Silver (exmiembro de Sundown y Cemetery). Las canciones fueron compuestas por Johan Ericson and Draconian entre el año 2000 hasta el 2003, excepto "A Slumber Did My Spirit Seal" compuesta por Bergström and Jäger. Las letras fueron escritas por Anders Jacobsson
excepto "The Solitude", escrita por Susanne Arvidsson and "A Slumber Did My Spirit Seal" originalmente escrita por el poeta William Wordsworth (1770-1850). Las guitarras pesadas y los growl intensos junto a voces femeninas románticas y arreglos melancólicos de piano son perfectamente combinados por Draconian para crear una simbiosis que da el Gothic/Doom Metal, algo que caracterizaría a esta banda a partir de este álbum debut y los siguientes lanzamientos.

## Lista de canciones
- 1.The Cry Of Silence
- 2.Silent Winter
- 3.A slumber did my spirit seal
- 4.The solitude
- 5.Reversio Ad Secessum
- 6.The Amaranth
- 7.Akherousia
- 8.It Grieves My heart

## Personal
- Anders Jacobsson – vocales
- Lisa Johansson – vocals
- Johan Ericson – guitarra
- Magnus Bergström – guitarra
- Thomas Jäger – Bajo
- Anders Karlsson – programación, sintetizador
- Jerry Torstensson – Batería, Percusión
- Olof Götlin – violín